# Макдиармид, Алан
Алан Грэм Макдиармид (англ. Alan Graham MacDiarmid; 14 апреля 1927, Мастертон, Новая Зеландия — 7 февраля 2007, Филадельфия, США) — американский физикохимик, лауреат Нобелевской премии по химии (2000, совместно с Аланом Хигером и Хидэки Сиракавой).
Член Национальной академии наук США (2002), Лондонского королевского общества (2003).

## Биография
Окончил Университетский колледж Виктории в Веллингтоне (1951) и Висконсинский университет в Мадисоне (доктор философии, 1953) и в Кембриджском университете (доктор философии, 1955). Работал в Сент-Эндрюсском университете в Шотландии, с 1956 года в Пенсильванском университете (с 1964 года — профессор).
Важнейшие научные работы посвящены физикохимии полимеров. Совместно с Аланом Хигером и Хидэки Сиракавой разработал методы получения органических полимерных материалов, электропроводность которых сравнима с электропроводностью металлов.
В честь Макдиармида назван Институт передовых материалов и нанотехнологии (англ. MacDiarmid Institute for Advanced Materials and Nanotechnology) Университета Виктории.

## Награды и признание
- 1982 — Премия столетия
- 1989 — Медаль Джона Скотта
- 2000 — Медаль Резерфорда[англ.]
- 2000 — Нобелевская премия по химии
- 2002 — Орден Новой Зеландии
- 2004 — Премия дружбы[англ.]